# Теребеля
Теребеля (пол. Terebela) — деревня в Бяльском повете Люблинского воеводства Польши. Входит в состав гмины Бяла-Подляская. По данным переписи 2011 года, в деревне проживало 327 человек.

## География
Деревня расположена на востоке Польши, на правом берегу реки Клюкувки, на расстоянии приблизительно 6 километров к северо-западу от города Бяла-Подляска, административного центра повета. Абсолютная высота — 143 метра над уровнем моря. К югу от населённого пункта проходит национальная автодорога 2.

## История
В конце XVIII века Теребеля входила в состав Берестейского повета Берестейского воеводства Великого княжества Литовского. Согласно «Справочной книжке Седлецкой губернии на 1875 год» деревня входила в состав гмины Ситник Бельского уезда Седлецкой губернии. В период с 1975 по 1998 годы входила в состав Бяльскоподляского воеводства.

## Население
Демографическая структура по состоянию на 31 марта 2011 года:
|         | Всего | До трудоспособного возраста | Трудоспособного возраста | Старше трудоспособного возраста |
| ------- | ----- | --------------------------- | ------------------------ | ------------------------------- |
| Мужчины | 164   | 43                          | 109                      | 12                              |
| Женщины | 163   | 35                          | 87                       | 41                              |
| Всего   | 327   | 78                          | 196                      | 53                              |